# Top Back
Top Back is de vijfde en laatste single van King, het vierde muziekalbum van de Amerikaanse rapper T.I.. Het nummer werd geproduceerd door Mannie Fresh en uitgebracht op 12 december 2006 door het platenlabel Grand Hustle/Atlantic. Young Jeezy, Young Dro, Big Kuntry King en B.G. rappen mee op dit nummer. Het nummer wordt tevens gebruikt in het computerspel DANCE! Online.
De videoclip werd gefilmd op een vliegveld in Miami.

## Hitlijsten
| Hitlijst(2007)                       | Hoogste positie |
| ------------------------------------ | --------------- |
| U.S. Billboard Hot 100               | 29              |
| U.S. Billboard Hot R&B/Hip-Hop Songs | 13              |
| U.S. Billboard Hot Rap Tracks        | 8               |
| U.S. Billboard Pop 100               | 39              |